# Найвищий термометр у світі

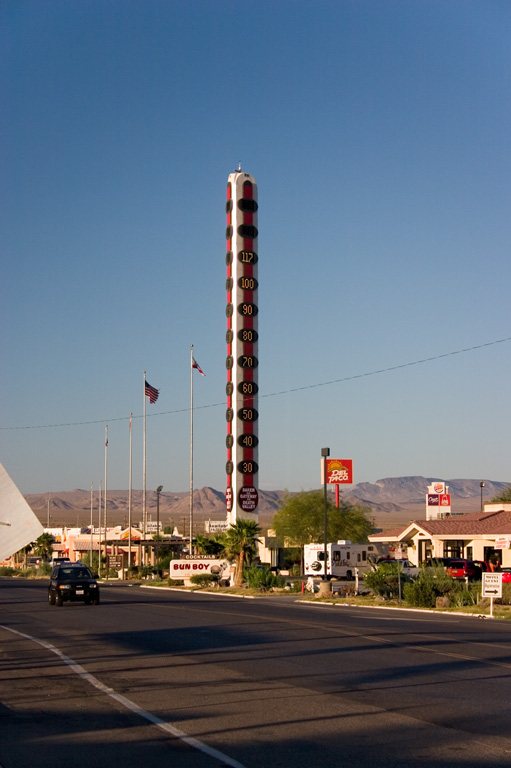
Фото 2003 року

Найбільший термометр у світі (англ. World's tallest thermometer) — пам'ятка поселення Бейкер (Каліфорнія) (Baker, California) (округ  Сан-Бернардіно, штат Каліфорнія, США), розташована біля автодороги I-15 (автомагістраль). Являє собою електричний знак (технічно) у вигляді електронного термометра (фактично).

## Опис
Маса споруди становить 34 841 кг, висота 40,8 м, на фундамент пішло 96 м³ бетону. Вартість зведення споруди склала $700-750 тис. Роботи виконала компанія Young Electric Sign Company. Власник — сім'я Херрон. Максимальна температура доступна для фіксації цим термометром — 56,7 °C, так як саме такою була найвища за всю історію метеоспостережень температура, зареєстрована 10 липня 1913 р. в  Долині Смерті, що знаходиться неподалік. Висота споруди у футах дорівнює цій рекордній температурі в  градусах Фаренгейта — 134.

## Історія
Бізнесмен Вілліс Херрон виношував ідею про створення величезного термометра ще з середини 1960-х років. У 1990—1991 роках його мрія реалізувалася: на створення термометра пішло 33 т сталі і майже 5000 лампочок для світлової індикації температури повітря з трьох сторін. Однак через лічені місяці після закінчення робіт споруда була повалено сильним вітром, знищивши сувенірний магазин біля його підніжжя. Херрон не зневірився, а відновив свій термометр, але на цей раз він витратив на його фундамент майже сто кубометрів бетону, і в підсумку найбільший в світі термометр був включений 9 жовтня 1992 року.
У 2007 році Вілліс Херрон помер, і через п'ять років, за відсутності належного догляду, термометр перестав функціонувати, сувенірний магазин закрився і був покритий графіті, і комплекс був виставлений на продаж за 1 750 000 доларів. Покупець одразу повідомив, що не буде ремонтувати прилад, адже термометр споживає занадто багато електроенергії (рахунок становив близько 8000 доларів на місяць) і не окупає себе. Тому в 2014 році вдова і дочка Херрон викупили цю споруду, відремонтували і відреставрували, що обійшлося їм ще в 150 000 доларів. Повторний пуск приладу відбувся 11 жовтня 2014 року (за іншими даними — 10 липня 2014 року).

#### Ресурси Інтернету
- Вікісховище має мультимедійні дані за темою: Найвищий термометр у світі
- Офіційний сайт (англ.)